# 紫顶蜂鸟属
紫顶蜂鸟属（学名：Goldmania），是雨燕目蜂鸟科的一个属。该属包含紫顶蜂鸟和棕颊蜂鸟两个物种。后者原本为单独的单型属棕颊蜂鸟属（学名：Goethalsia），后并入本属。